# Robert Nardella
Robert „Bob“ Nardella (* 30. ledna 1968 Melrose Park v Illinois, USA) je bývalý americko-italský hokejový obránce.

## Kariéra

### Klubová kariéra
Vyrůstal ve Spojených státech amerických, kde hrával univerzitní ligu National Collegiate Athletic Association. V roce 1991 se přestěhoval do Evropy, nejprve hrál druhou italskou ligu a poté dva roky nejvyšší italskou ligu za HC Alleghe. Poté se vrátil do zámoří a tam odehrál většinu své kariéry v nižších profesionálních soutěžích (zejména za Chicago Wolves v IHL a AHL), odkud si několikrát odskočil do Evropy. Ročník 1996/97 odehrál v německé hokejové lize za Adler Mannheim, kde přispěl k zisku titulu německého mistra. Kariéru zakončil v roce 2006.

### Reprezentace
Reprezentoval Itálii na olympijských hrách v Turíně v roce 2006 a mistrovství světa v letech 1995, 1996 a 1997.

## Úspěchy
- rok 1996 - vítězství v německé lize s týmem Adler Mannheim
- rok 1998 – vítězství v lize IHL s týmem Chicago Wolves
- rok 2000 – vítězství v lize IHL s týmem Chicago Wolves
- rok 2002 – vítězství v lize AHL s týmem Chicago Wolves (liga IHL již zanikla)